# Фотоплёнка тип-127

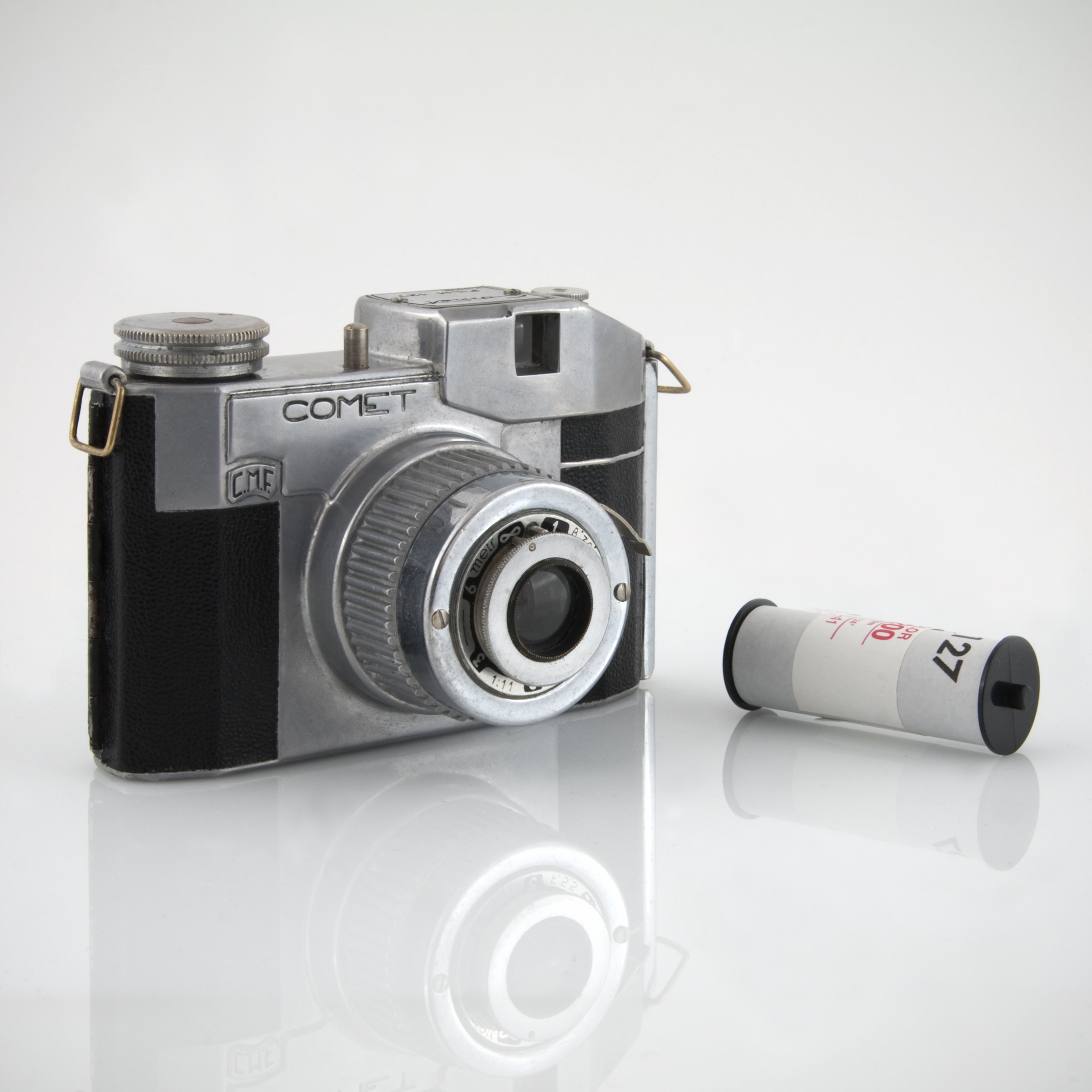
Фотоаппарат «Bencini Comet» (Италия, 1948) и фотоплёнка типа 127.

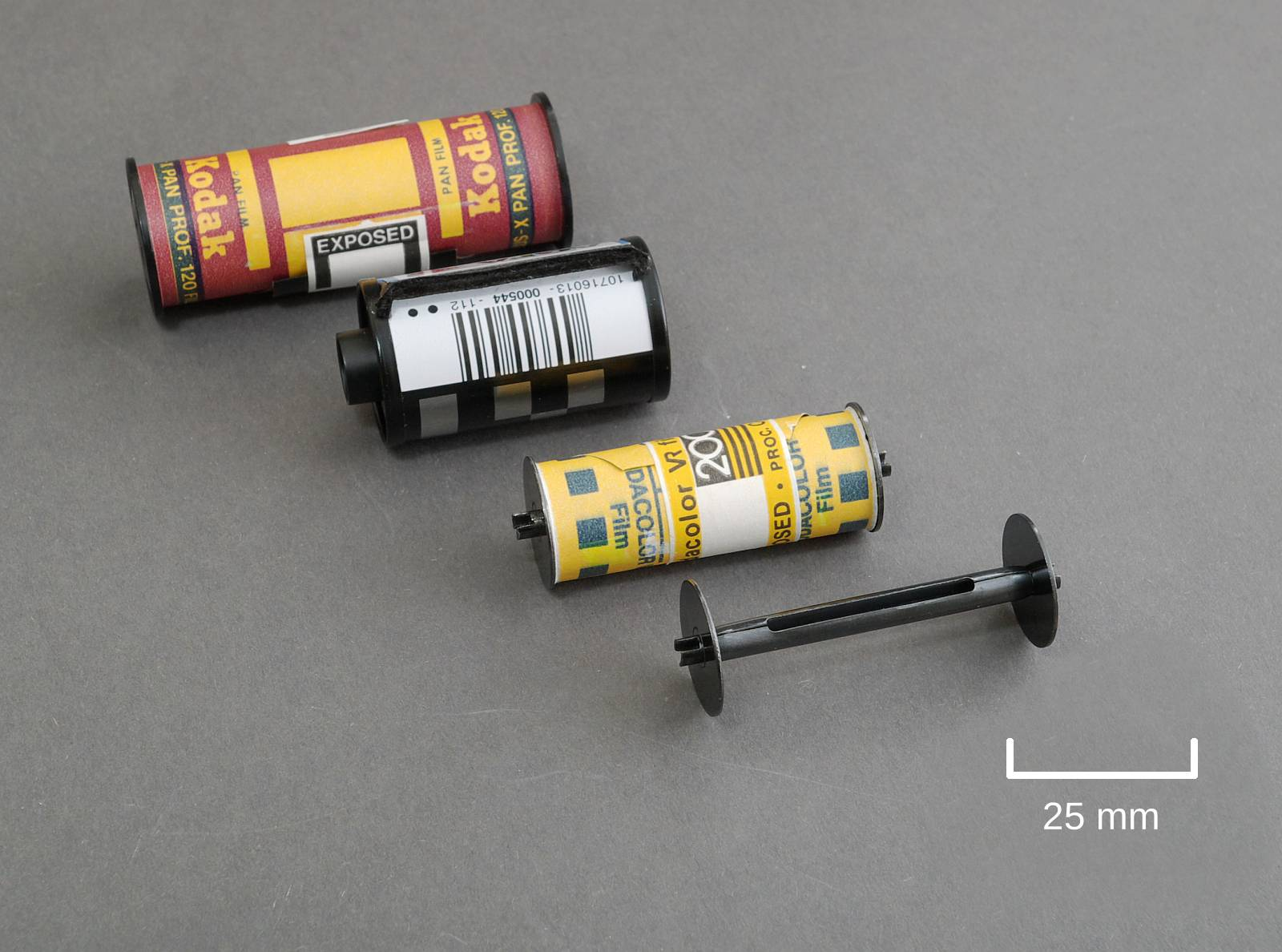
Сверху вниз:
фотоплёнка 120, 135 в кассете, 127 и пустая катушка от 127-й плёнки.

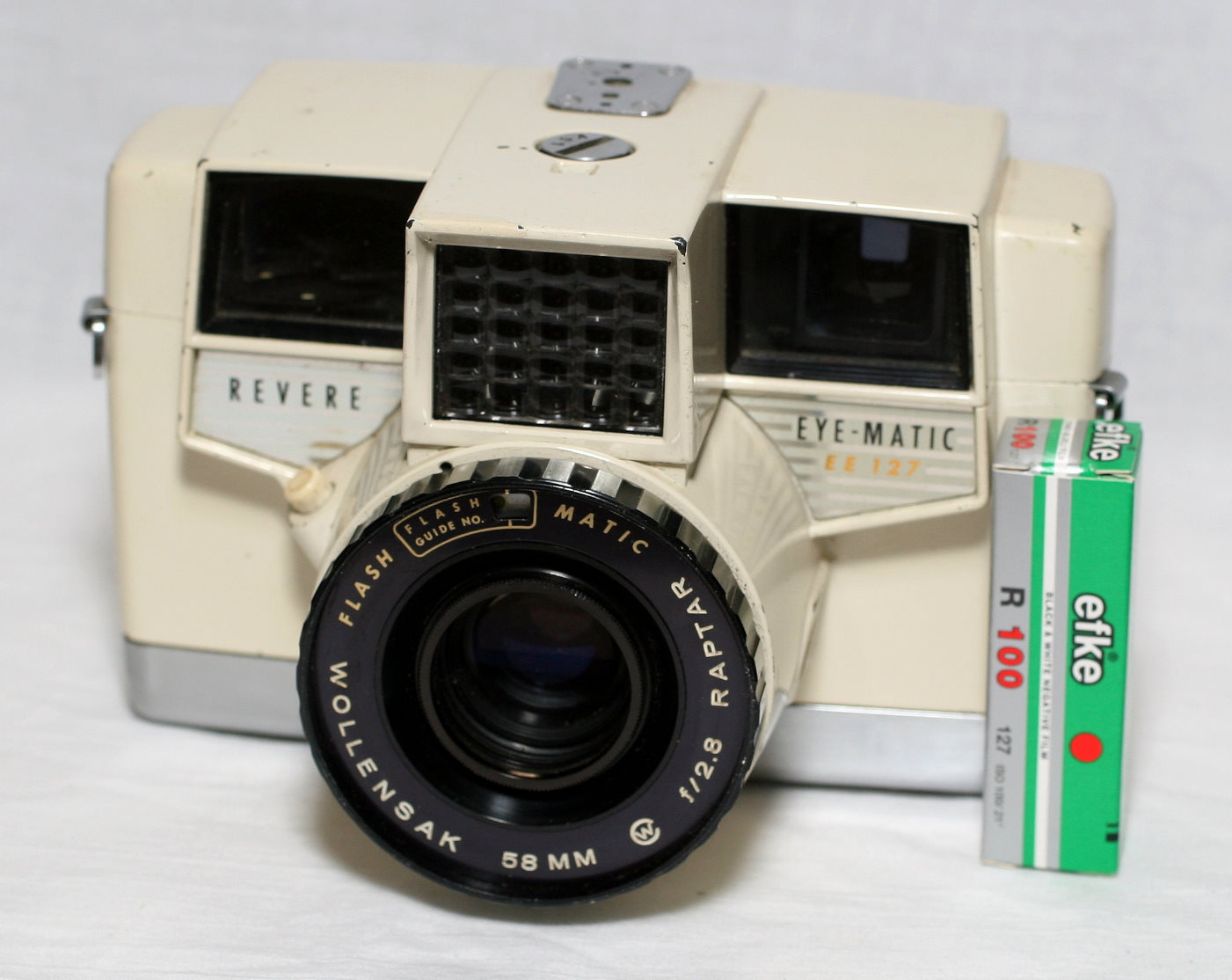
Дальномерный фотоаппарат «Revere Eye-Matic EE 127» выпускался с 1958 года. На плёнке получалось 12 кадров размером 4×4 см. Объектив 2,8/58 мм. Фотографический затвор с единственной выдержкой, диафрагма устанавливается по сопряжённому селеновому экспонометру. Взвод затвора совмещён с перемоткой плёнки. Справа — фотоплёнка «Efke-127»

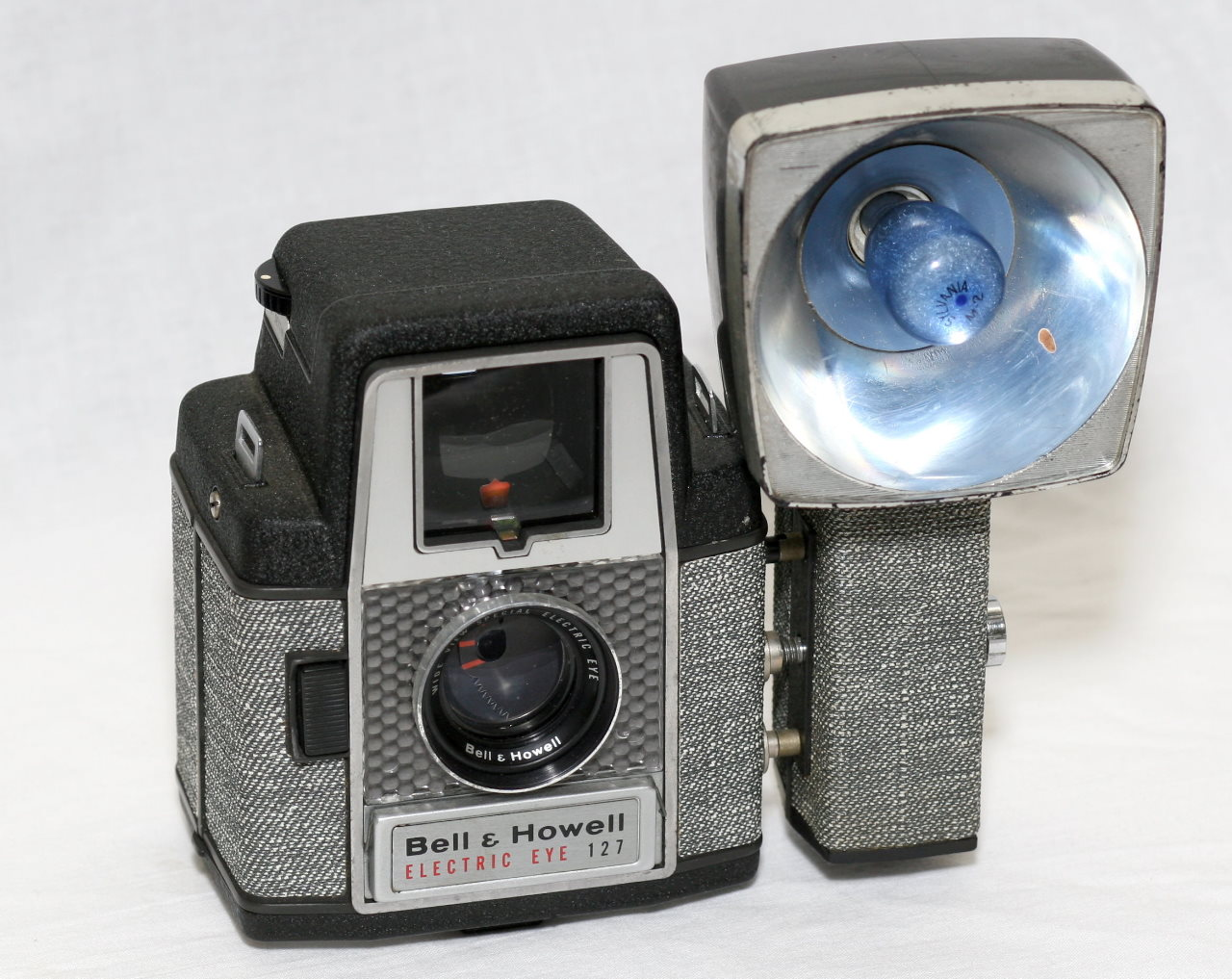
Фотоаппарат «Bell & Howell Electric Eye 127» с селеновым экспонометром. Приставная фотовспышка с одноразовыми лампочками, которые заменялись после каждого снимка.

Фотоплёнка ти́п-127, 127 film — тип неперфорированной фотоплёнки (рольфи́льм).

## Описание
Неперфорированная фотоплёнка шириной 46 мм наматывается на деревянную, металлическую или пластмассовую катушку, кассета отсутствует. От засветки фотоплёнку защищает ракорд — полоса светонепроницаемой бумаги, прикреплённая по всей её длине, общая длина ракорда превышает длину светочувствительного материала, свободные концы предназначены для зарядки плёнки в камеру на свету́.
Наиболее часто в фотоаппаратах использовался размер кадра 4×4 см (получалось 12 кадров), также стандартными размерами являлись 4×3 см (получалось 16 кадров) и 4×6 см (получалось 8 кадров).
На внешней поверхности ракорда нанесены три ряда цифр соответственно размеру кадра, перемотка плёнки производится до появления в смотровом окне фотокамеры следующей цифры. Смотровое окно закрыто светофильтром красного цвета.
Известны фотоаппараты с нестандартным размером кадра, так японский «Alfax» (модель 1940 года) имел размер кадра 4×4,5 см, перемотка происходила по счётчику кадров.

## История
Фотоплёнка типа 127 была разработана фирмой Kodak в 1912 году, совместно со складной фотокамерой «Vest Pocket Kodak» как компактная альтернатива среднеформатным фотоаппаратам, использующим 60-мм фотоплёнку. В сравнении с 35-мм фотоплёнкой «тип 127» был мало распространён. В США в 1950-е годы формат 127 получил некоторую популярность в связи с выпуском недорогих камер семейств «Brownie» и «Satellite», на плёнке 127 выпускались диапозитивы, продаваемые туристам, так продолжалось до появления фотоплёнок «тип 126» (1963) и «тип 110» (1972) в картриджах «Instamatic». Все эти камеры не могли конкурировать с наиболее распространёнными малоформатными фотоаппаратами. До 1991 года «тип 127» являлся частью стандарта ISO 732.
Фотоплёнка типа 127 фирмой Kodak выпускалась и под другими наименованиями. С 1913 года для камер Autographic film плёнка производилась под наименованием А127, а для фотоаппаратов «Vest Pocket Kodak» маркировалась как «Vest Pocket Film».

## Применение фотоплёнки
Фотоплёнка типа 127 применялась главным образом в любительских фотоаппаратах «Brownie», «Baby» Rolleiflex; некоторых однообъективных зеркальных фотоаппаратах «Exakta», «Exa», «Kowaflex-S»; двухобъективных зеркальных камерах «Yashica 44 TLR», «Rolleicord Va» и некоторых других.
В СССР фотоплёнка типа 127 не производилась, а фотоаппараты для неё не выпускались
Kodak прекратил производство 127-й фотоплёнки в июле 1995 года, однако фирма Fotokemika Samobor (Хорватия) продолжила выпуск, продавая её под его собственными марками «Efke», «Macophoto UP100» и «Jessops 200» до 2012. Периодически на eBay продаётся фотоплёнка «Chromazone-127». В сентябре 2006 года лаборатория Bluefire (Калгари, Канада) начала упаковку 127-й цветной фотоплёнки, обрезая полосы от широких оптовых рулонов (Kodak или Agfa) и собирая рольфильм с собственными недостающими компонентами.